# Synema ternetzi
Synema ternetzi es una especie de araña cangrejo del género Synema, familia Thomisidae, orden Araneae.

## Distribución
Esta especie se encuentra en Paraguay.

## Taxonomía
Fue descrita por Mello-Leitão en 1939.
Tratamiento taxonómico
La especie aparece registrada y publicada en Araignées américaines du Musee d’histoire naturelle de Bâle. Revue Suisse de Zoologie 46(2): 43–93.